# Esko Rechardt
Esko Tapani Rechardt, surnommé Rekku, né le 9 juin 1958 à Helsinki en Uusimaa en Finlande, est un skipper finlandais.

## Palmarès

### Jeux olympiques
- Médaille d'or en Finn en 1980.
- 14e en Finn en 1984.

## Parenté dans le sport
Le frère de Esko Rechardt, Lauri, est aussi skipper.